# Queen Ida
Ida Lewis "Queen Ida" Guillory (Lake Charles, Luisiana, 15 de enero de 1929) es una acordeonista estadounidense. Fue la primera mujer acordeonista que lideró una banda de zydeco. 

## Biografía
Ida Lee Lewis nació en el seno de una familia criolla francófona de tradición musical afincada en los arrozales de Lake Charles, Luisiana. A los diez años de edad se trasladó con su familia a Beaumont, Texas, y unos años más tarde a San Francisco, California. Aunque su madre tocaba el acordeón, en aquella época no estaba bien visto que las mujeres tocaran en público y Queen hubo de aprender de su hermano, conocido como Al Rapone. Tras casarse, crio a sus tres hijos y trabajó como conductora de autobús. Ocasionalmente colaboraba con la banda de Zydeco de su hermano, como instrumentista o cocinando platos criollos para los miembros de la banda. Fue bautizada con el nombre artístico de "Queen Ida" tras ser elegida reina de un fiesta Mardi Gras. Tan solo un año después de debutar en los escenarios con Queen Ida and the Bon Temps Band, firmó un contrato con la discográfica GNP/Crescendo, y su primer álbum "Play the Zydeco" combinó sonidos Zydeco con Tex Mex.
Queen Ida y su banda actuaron en el Monterey Jazz Festival en 1976 y 1988, y en el San Francisco Blues Festival en 1975, 1978 y 1991. En 1988, Queen Ida fue la primera artista de zydeco en actuar en Japón. El año siguiente actuó en África y en 1990 en Australia y Nueva Zelanda.
En el álbum Back on the Bayou (1999), Queen Ida se reunió en un bayou de Luisiana con su hermano Al Rapone, que escribió y produjo muchos temas para ella, además de fundar la Bon Temps Zydeco Band, que se convertiría en su banda de apoyo. Como "Queen Ida and the Bon Temps Zydeco Band," el grupo fue presentado en el conocido programa de televisión Saturday Night Live conducido por Paul Reubens el 23 de noviembre de 1985.
Queen Ida también fue coautora del libro de cocina, Cookin' with Queen Ida en 1990, con recetas de la cocina criolla de Luisiana.
Queen Ida continuó actuando durante la primera década del siglo XXI, aunque no volvió a publicar ningún álbum. Se retiró oficialmente en 2010.

## Discografía seleccionada
| Año  | Título                                                 | Género | Sello                     |
| ---- | ------------------------------------------------------ | ------ | ------------------------- |
| 1999 | Back on the Bayou w/Al Rapone                          | Zydeco | GNP Crescendo - GNPD 2265 |
| 1995 | Cookin' with Queen Ida                                 | Zydeco | GNP Crescendo - GNPD 2197 |
| 1995 | On a Saturday Night                                    | Zydeco | GNP Crescendo - GNPD 2172 |
| 1994 | Mardi Gras                                             | Zydeco | GNP Crescendo - GNPD 2227 |
| 1990 | Zydeco a La Mode                                       | Zydeco | GNP Crescendo - GNP 2112  |
| 1985 | Caught in the Act                                      | Zydeco | GNP Crescendo - GNPD 2181 |
| 1983 | In San Francisco                                       | Zydeco | GNP Crescendo - GNPD 2158 |
| 1982 | Queen Ida and the Bon Temps Zydeco Band on Tour        | Zydeco | GNP Crescendo - GNPD 2147 |
| 1980 | Queen Ida and the Bon Temps Zydeco Band in New Orleans | Zydeco | GNP Crescendo - GNPS 2131 |
| 1977 | Uptown Zydeco                                          | Zydeco | GNP Crescendo             |
| 1977 | Zydeco a la mode                                       | Zydeco | GNP Crescendo - GNPS 2112 |
| 1976 | Play the Zydeco                                        | Zydeco | GNP Crescendo - GNPS 2101 |

## Galardones

### Premios Grammy
| 1980 | Best Ethnic or Traditional Recording      | Queen Ida and the Bon Temps Zydeco Band in New Orleans | Zydeco | Nominada |
| 1982 | Best Ethnic or Traditional Folk Recording | Queen Ida and the Bon Temps Zydeco Band on Tour        | Zydeco | Ganadora |

### Blues Music Awards
| Queen Ida en los Blues Music Awards |                                 |           |
| Año                                 | Categoría                       | Resultado |
| 1983                                | Traditional Blues Female Artist | Nominada  |
| 1984                                | Traditional Blues Female Artist | Nominada  |
| 1988                                | Traditional Blues Female Artist | Nominada  |
| 1989                                | Traditional Blues Female Artist | Ganadora  |
| 1990                                | Traditional Blues Female Artist | Ganadora  |
| 1991                                | Traditional Blues Female Artist | Nominada  |